# San Simón Coatepec
San Simón Coatepec är en ort i Mexiko.   Den ligger i kommunen Mixtla och delstaten Puebla, i den sydöstra delen av landet, 140 km öster om huvudstaden Mexico City. San Simón Coatepec ligger 2 099 meter över havet och antalet invånare är 756.
Terrängen runt San Simón Coatepec är platt österut, men västerut är den kuperad. Runt San Simón Coatepec är det ganska tätbefolkat, med 65 invånare per kvadratkilometer. Närmaste större samhälle är Tecamachalco, 16,7 km öster om San Simón Coatepec. Trakten runt San Simón Coatepec består till största delen av jordbruksmark.